# レッズ (映画)
『レッズ』（Reds）は、1981年に製作されたアメリカ映画である。1917年に起きたロシア革命とその革命を記録したアメリカ人ジャーナリスト、ジョン・リードの半生を描いている。
主演のウォーレン・ベイティが製作、監督、脚本も手掛け、1981年度アカデミー賞で最優秀監督賞（ウォーレン・ベイティ）、最優秀助演女優賞（モーリン・ステイプルトン）、最優秀撮影賞（ヴィットリオ・ストラーロ）を受賞。

## 出演
| 役名                               | 俳優                               | 日本語吹替 | 日本語吹替 |
| 役名                               | 俳優                               | U-NEXT版 |            |
| ---------------------------------- | ---------------------------------- | --- | ---------- |
| ジョン・リード                     | ウォーレン・ベイティ               | 松本保典 |            |
| ルイーズ・ブライアント             | ダイアン・キートン                 | 安藤麻吹 |            |
| ユージン・オニール                 | ジャック・ニコルソン               | 荻野晴朗 |            |
| マックス・イーストマン             | エドワード・ハーマン               | 山岸治雄 |            |
| エマ・ゴールドマン                 | モーリン・ステイプルトン           | 秋元千賀子 |            |
| グリゴリー・ジノヴィエフ           | イエジー・コジンスキー             | 清水明彦 |            |
| ルイス・フレイナ                   | ポール・ソルヴィノ                 | 高宮俊介 |            |
| ピート・ヴァン・ウェリー           | ジーン・ハックマン                 | ふくまつ進紗 |            |
| ハリー                             | ジェリー・ハーディン               | 宮崎敦吉 |            |
| ユリアス・ガーバー                 | ウィリアム・ダニエルズ             | |            |
| フロイド・デル                     | マックス・ライト                   | |            |
| ホレイス・ウィガン                 | ジョージ・プリンプトン             | 塾一久 |            |
| ACLUの演説者                       | M・エメット・ウォルシュ            | 小島敏彦 |            |
| 警部                               | ラモン・ビエリ                     | 高岡瓶々 |            |
| ジョー・ボルスキ                   | ジョセフ・バロフ                   | 小島敏彦 |            |
| アレックス・ゴンバーグ             | ステファン・グリフ                 | 後藤敦 |            |
| 政府の役人                         | R・G・アームストロング             | |            |
| 国務省当局者                       | ジョセフ・ソマー                   | |            |
| インタビュー映像                   |                                    | |            |
| ヘンリー・ミラー                   | ヘンリー・ミラー                   | 小島敏彦 |            |
| ウィリアム・ダラント               |                                    | |            |
| ハミルトン・フィッシュ3世          | ハミルトン・フィッシュ3世          | 後藤敦 |            |
| ロジャー・ナッシュ・ボールドウィン | ロジャー・ナッシュ・ボールドウィン | 千田光男 |            |
| その他                             | N/A                                | 下妻由幸 秋元羊介 下川涼 種市桃子 伊沢磨紀 岡井カツノリ 緑川博子 各務立基 水咲まりな 野崎紘夢 品田美穂 渡辺ゆかり 増子倭文江 鹿野真央 |            |
|                                    |                                    | |            |
| 演出                               | 演出                               | 中野洋志 |            |
| 翻訳                               | 翻訳                               | 桜井文 |            |
| 制作                               | 制作                               | ACクリエイト |            |

映画は、リードとブライアント夫妻を知る人物のインタビュー映像が幾度も挿入される。「The Witnesses」というくくりで各界著名人が多数出演した。以下はその一部。ウィリアム・ダラント（歴史家）、ハミルトン・フィッシュ3世（政治家）、ヘンリー・ミラー（小説家）、ロジャー・ナッシュ・ボールドウィン（アメリカ自由人権協会創立者）、アンドリュー・ダスブルク（画家）、オレグ・ケレンスキーJr.（アレクサンドル・ケレンスキーの孫）、ジェシカ・スミス（政治活動家）、レベッカ・ウェスト（作家）など。